# Región de Leiría

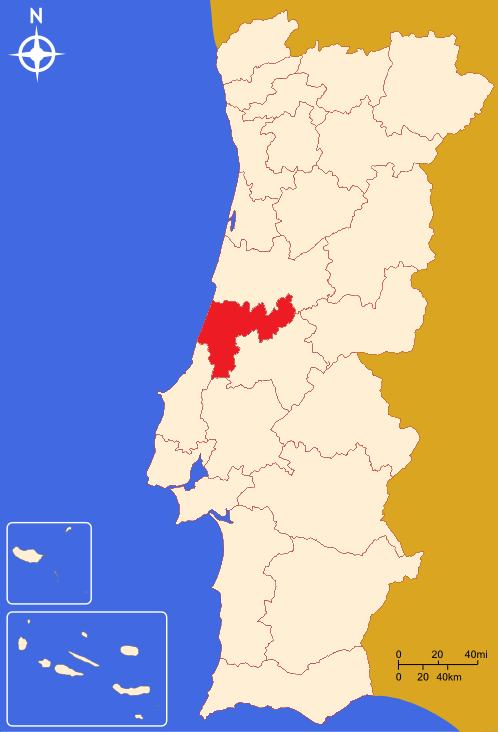
Comunidad intermunicipal de la Región de Leiría.

La Comunidad intermunicipal de Leiría (CIMRL) es una asociación de municipios, sin fines de lucro, con autonomía administrativa y financiera, y cuyo trabajo apunta al desarrollo integrado y sostenible de proyectos y actividades de interés común a los municipios.
La Comunidad está formada por los municipios de Alvaiázere, Ansião, Batalha, Castanheira de Pera, Figueiró dos Vinhos, Leiría, Marinha Grande, Pedrógão Grande, Pombal y Porto de Mós, y tiene su sede en la ciudad de Leiría.
Limita al norte con la Región de Coímbra, al sureste con el Medio Tejo y al sur con las comunidades intermunicipales de las regiones Oeste y Lezíria do Tejo. 
Su superficie es de 2452 km² y su población es de 294 632. Así, su densidad de población es de 120,1 hab./km². (datos de 2011)